# Neopsephotus bourkii
Il parrocchetto di Bourke (Neopsephotus bourkii (Gould, 1841)) è un uccello appartenente alla famiglia degli Psittaculidi.
Deve il suo nome al generale Richard Bourke che lavorò dal 1831 al 1837 come governatore del Nuovo Galles del Sud.

## Descrizione
Si tratta di un uccello di medie dimensioni, lungo circa 19–23 cm, che pesa circa 45 grammi.
Nella colorazione più diffusa il piumaggio è grigio, col ventre rosa che diventa celeste sotto la coda. Esistono tantissime mutazioni di colore ed è ora difficile trovare esemplari dai colori ancestrali. I maschi hanno sfumature blu in fronte e sugli occhi, dove le femmine hanno più spesso il piumaggio bianco.
I piccoli sono di colore grigio pallido, col becco giallo, ma alcuni esemplari mostrano fin dall'inizio le penne remiganti celesti.

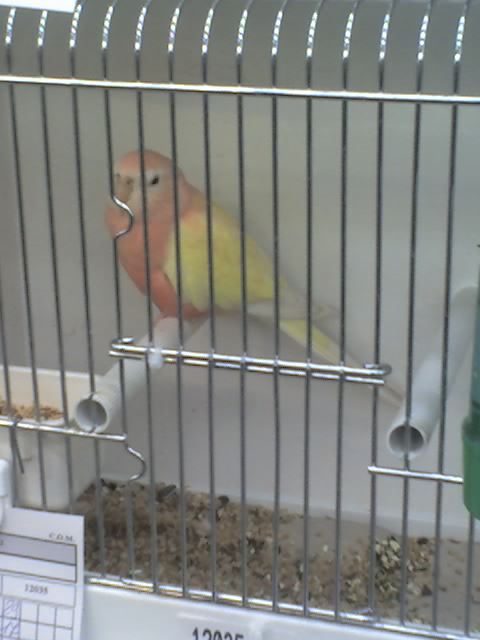
Parrocchetto di Bourke, mutazione lutina.

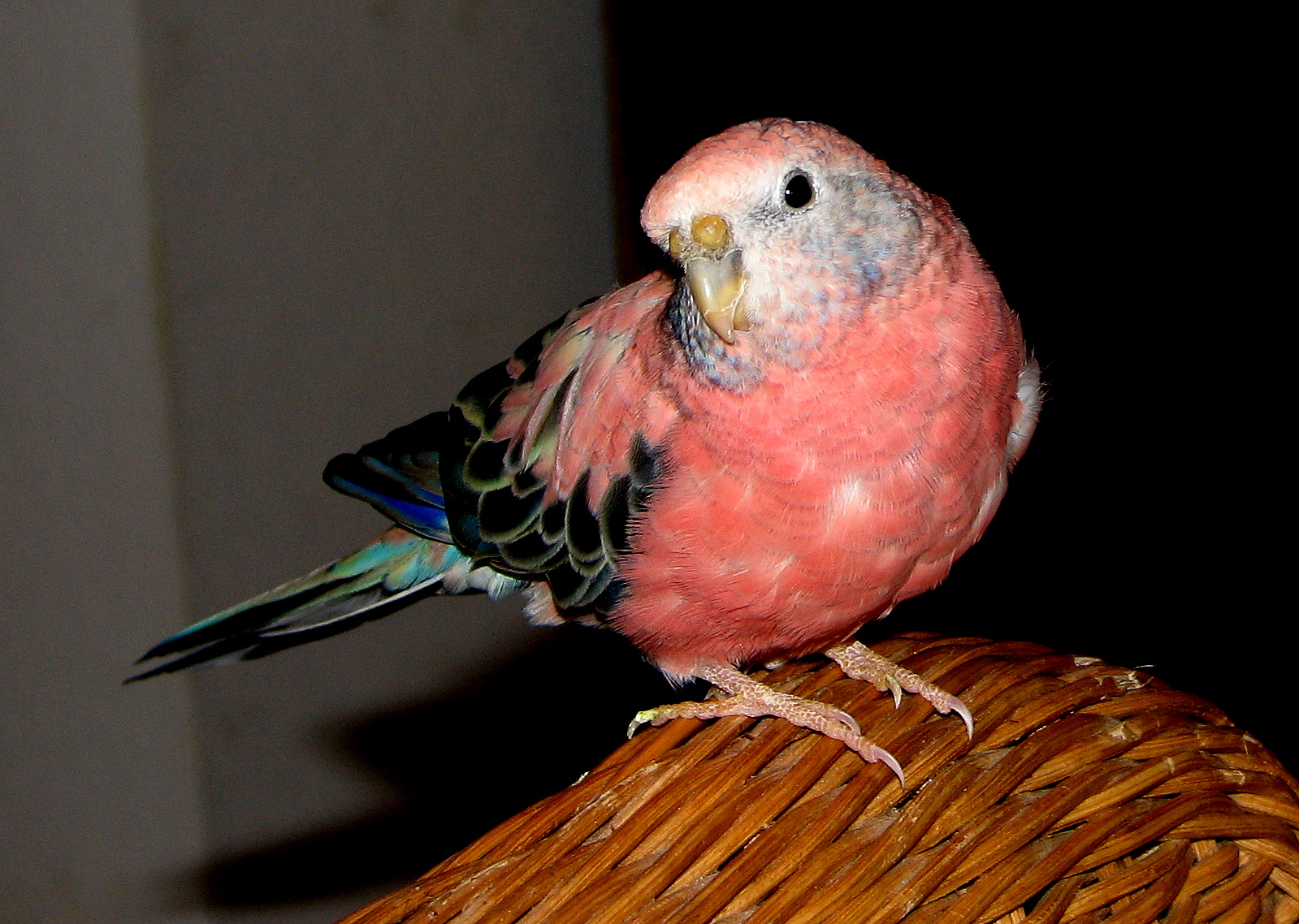
Parrocchetto di Bourke in mutazione rosa.

## Biologia
Il parrocchetto di Bourke vive in coppie o gruppi di 20-30 individui che nel periodo secco possono raggiungere persino i 100 esemplari. Questi animali sono attivi nelle prime ore del mattino o alla fine del pomeriggio.

### Riproduzione
Costruisce il nido nelle cavità, nel periodo tra agosto e dicembre. La cova delle uova, tra 3 e sei, è affidata alla madre, mentre il maschio ha il compito di procurare il cibo. Dopo 18 giorni nascono i pulli, che dopo 4 settimane sono già in grado di volare, e diventano indipendenti dopo altre 3-4 settimane. L'aspettativa di vita è circa 12 anni.

### Relazioni con l'uomo
La prima coppia arrivò in Europa nel 1867 e fu esposta allo zoo di Londra. Si riuscì a riprodurli solo 10 anni dopo in Belgio, nel 1880 in Germania e nel 1906 in Inghilterra. È considerato un animale facile da allevare.

## Distribuzione e habitat
La specie è diffusa in Australia, in particolare nella zona semidesertica centrale.

## Conservazione
In base ai criteri della IUCN Red List la specie è considerata a basso rischio di estinzione (Least Concern).